# Agrimonia
- Commons
- Wikispecies

Agrimonia L. é um género botânico pertencente à família Rosaceae, que inclui pouco mais que uma dezena de espécies.
Seu representante mais comum é a Agrimonia eupatoria.

## Descrição
As espécies de Agrimonia são plantas herbáceas, perenes e floridas, nativas das regiões temperadas do Hemisfério Norte, com uma espécia também em África. Crescem entre 1/2 a 2 metros de altura, com folhas pinadas e flores amarelas em inflorescência.

## Espécies
- Agrimonia bicknellii
- Agrimonia eupatoria L.
- Agrimonia gryposepala Wallr.
- Agrimonia incisa Torr. & Gray
- Agrimonia japonica (Miq.) Koidz.
- Agrimonia koreana
- Agrimonia microcarpa Wallr.
- Agrimonia nipponica
- Agrimonia odorata (Gouan) Mill.
- Agrimonia parviflora Aiton
- Agrimonia pilosa Ledeb. = Agrimonia dahurica Ser.
- Agrimonia procera Wallr.  = Agrimonia odorata
- Agrimonia pubescens Wallr.
- Agrimonia repens
- Agrimonia rostellata Wallr.
- Agrimonia striata Michx.
- Lista completa

## Classificação do gênero
| Sistema | Classificação                     | Referência               |
| ------- | --------------------------------- | ------------------------ |
| Linné   | Classe Dodecandria, ordem Digynia | Species plantarum (1753) |